# My Song of You
Singles de Laurent Voulzy
Les Nuits sans Kim Wilde / Belle-Île-en-Mer, Marie-Galante
(1985) Le soleil donne
(1988)
My Song of You est une chanson de Laurent Voulzy, sortie en single en 1987. 
Les paroles sont écrites par Alain Souchon, tandis que Laurent Voulzy en a composé la musique. C'est une chanson d'amour où l'homme chante son amour en anglais pour sa dulcinée. Elle fait partie des classiques du répertoire du chanteur.

## Parution et réception
Enregistrée en 1987, la chanson paraît en 45 tours la même année avec une version acoustique en face B. Elle arrive à la 31e place du classement français à sa sortie.
Par la suite, le chanteur enregistrera une nouvelle version trente ans plus tard dans une version portugaise avec Nina Miranda qui parait dans son album Belem en 2017 où il revisite la musique brésilienne.

## Classement
| Classement (1987) | Meilleure position |
| ----------------- | ------------------ |
| France (SNEP)     | 31                 |